# František Dedera
František Dedera (15. listopadu 1817, Jindřichův Hradec, Rakouské císařství – 17. srpna 1878, Praha, Rakousko-Uhersko) byl český vysoký policejní úředník, zvěčněný v Tyrolských elegiích Karla Havlíčka Borovského.

## Život

### Mládí
František Xaver Dedera se narodil v rodině měšťana a zámečnického mistra Josefa Dedery a matky Barbory, rozené Morávkové.
Studoval na gymnáziu v Jindřichově Hradci a jako zajímavost se často uvádí, že byl – coby kvintán – domácím učitelem Bedřicha Smetany. S druhým hrdinou (a samotným autorem) Tyrolských elegií, Karlem Havlíčkem Borovským, se Bedřich Smetana spřátelil při studiích v Německém Brodu (dnes Havlíčkův Brod). Někdy se udává, že i Havlíček byl Smetanovým domácím učitelem.
Po dokončení právnických studií nastoupil do praxe ke kriminálnímu soudu. Podle svědectví Jana Nerudy ovládal češtinu, němčinu, francouzštinu a latinu.

### Kariéra policejního úředníka
- 1843 přestoupil k c. k. policejnímu ředitelství[4]
- 1847 se stal prozatímním policejním komisařem v Krakově
- 1848 se vrátil k pražské policii; téhož roku byl přeložen jako pohraniční komisař k třetímu armádnímu sboru
- V prosinci 1851 eskortoval Karla Havlíčka Borovského do Brixenu
- 1853 se stal policejním komisařem a působil jako lázeňský komisař v Karlových Varech a Teplicích[5]
- V říjnu 1866 navštívil císař František Josef I. Prahu a při té příležitosti udělil řadě osob vyznamenání oceňující jejich činnost v době prusko-rakouské války. František Dedera byl vyznamenán "zlatým křížem záslužným s korunou".[6] Byl též nositelem řeckého, pruského a švédského vyznamenání.[7]
- 1867 byl jmenován "titulárním radou policejním";[8] téhož roku mu byla svěřena správa hořejšího okresu novoměstského
- 1868 se stal šéfem policejního odboru pro tiskové a divadelní záležitosti.[5]
- 1868 tisk referoval o Dederově osobním zásahu v čele oddílu husarů proti nepovolenému táboru dělnictva na Pankráci, které se konalo 2. října téhož roku.[9][p 3]

### Rodinný život
Dne 27. dubna 1852 se v Praze oženil s Emilií, rozenou Patschovou z Hořovic (1826–1903). Měli spolu čtyři děti: Karla (* 1862), Franze (* 1858, námořní důstojník), Emilii (* 1854) a Marii (* 1859).
Ve svém fejetonu 18. 8. 1872 zmiňuje Jan Neruda epigramy, které Dedera k různým příležitostem tvořil v různých jazycích. K příležitosti svatby dcery Emilie byly zhudebněny Dederovy verše.

### Úmrtí
František Dedera zemřel 17. srpna 1878 "ochrnutím srdce". Podle oficiálního nekrologu byl „úředník svému povolání velmi oddaný a pro své vědomosti a svůj stále dobrý rozmar velmi oblíbený“.

## Hrob Františka Dedery
František Dedera je pohřben ve III. oddělení Olšanských hřbitovů v Praze (Olšanské hřbitovy, III, 6, 44), nedaleko hrobu Karla Havlíčka Borovského. Hrob, který byl ještě nedávno neupraven, byl v roce 2015 adoptován; je nyní obnoven a doplněn fotografií a výraznou, tmavě modrou smaltovanou popisnou tabulí s následujícím textem:
JUDr. František DEDERA 
 C.k. vrchní policejní a vládní rada 
 * 15.11.1817 – † 17.8.1878 
Na příkaz císaře Františka Josefa I. eskortoval v noci 16. prosince 1851 významného českého politika a publicistu Karla Havlíčka Borovského do vyhnanství v tyrolském Brixenu. 

Úsměvným paradoxem Dederova a Havlíčkova života je, že ve svých studentských letech dávali kondice stejnému studentovi, pozdějšímu slavnému skladateli Bedřichu Smetanovi.
Informační tabule u hrobu

Hrob JUDr. Františka Dedery na Olšanských hřbitovech
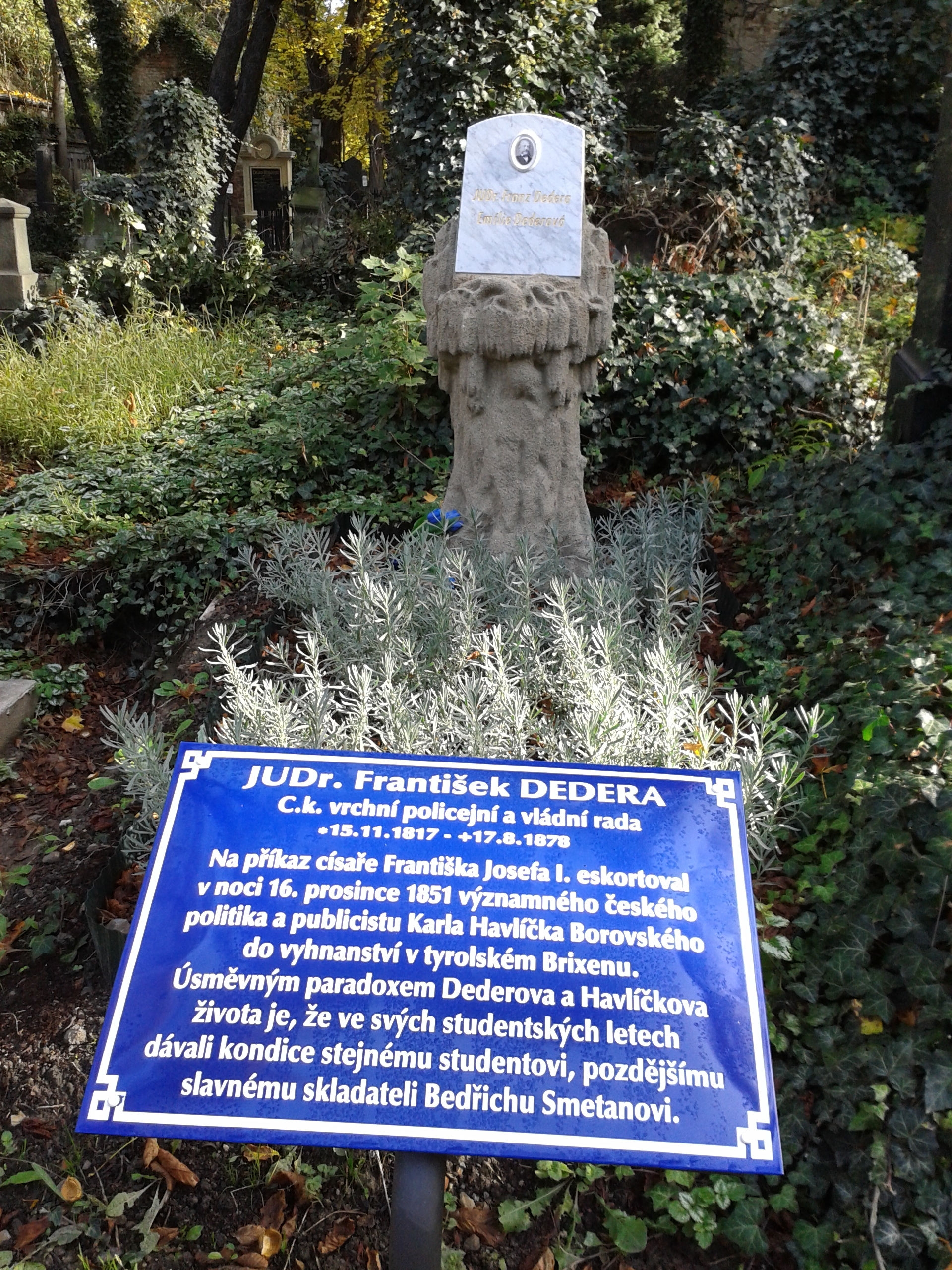
Celkový pohled
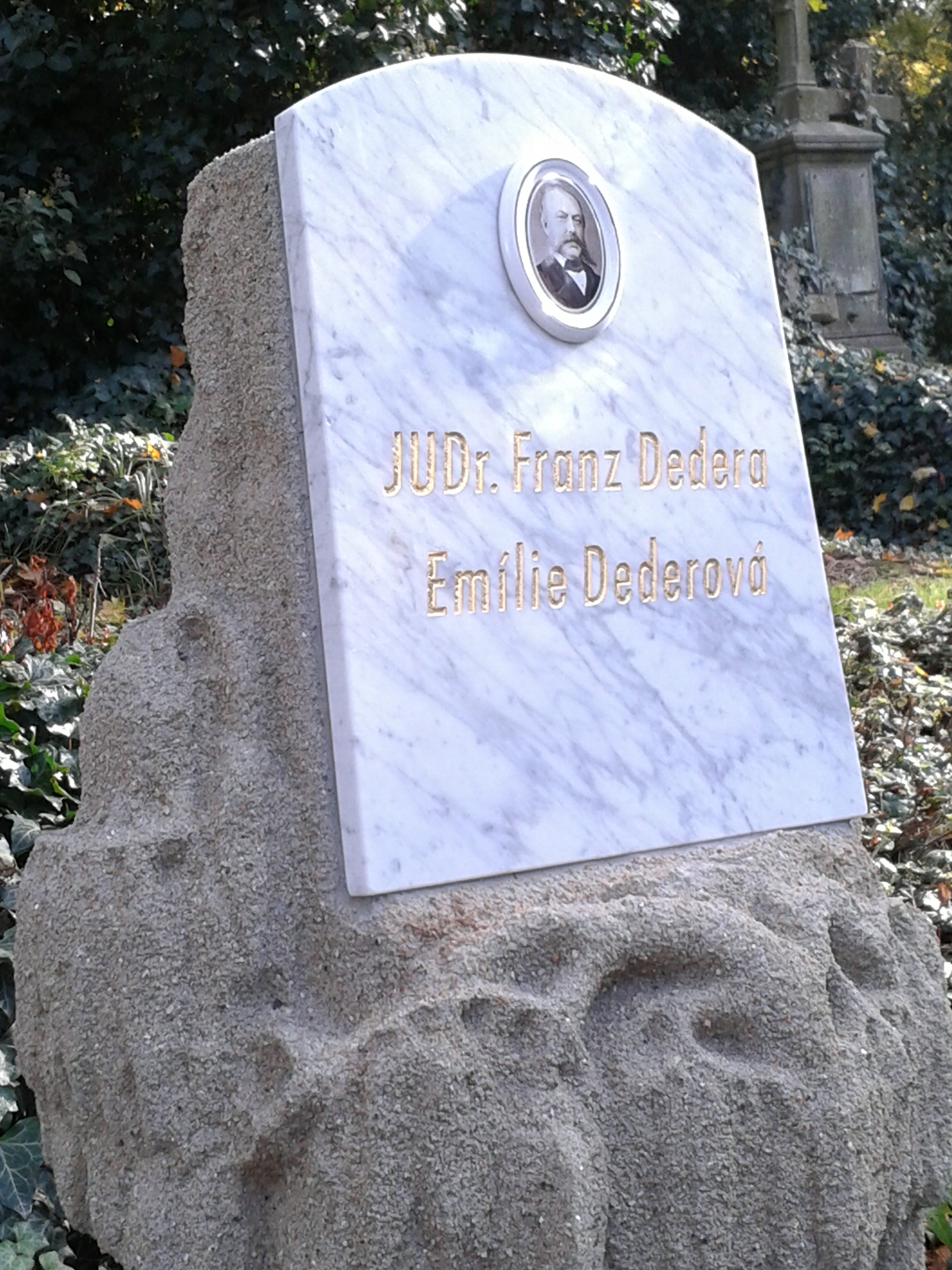
Detail náhrobku
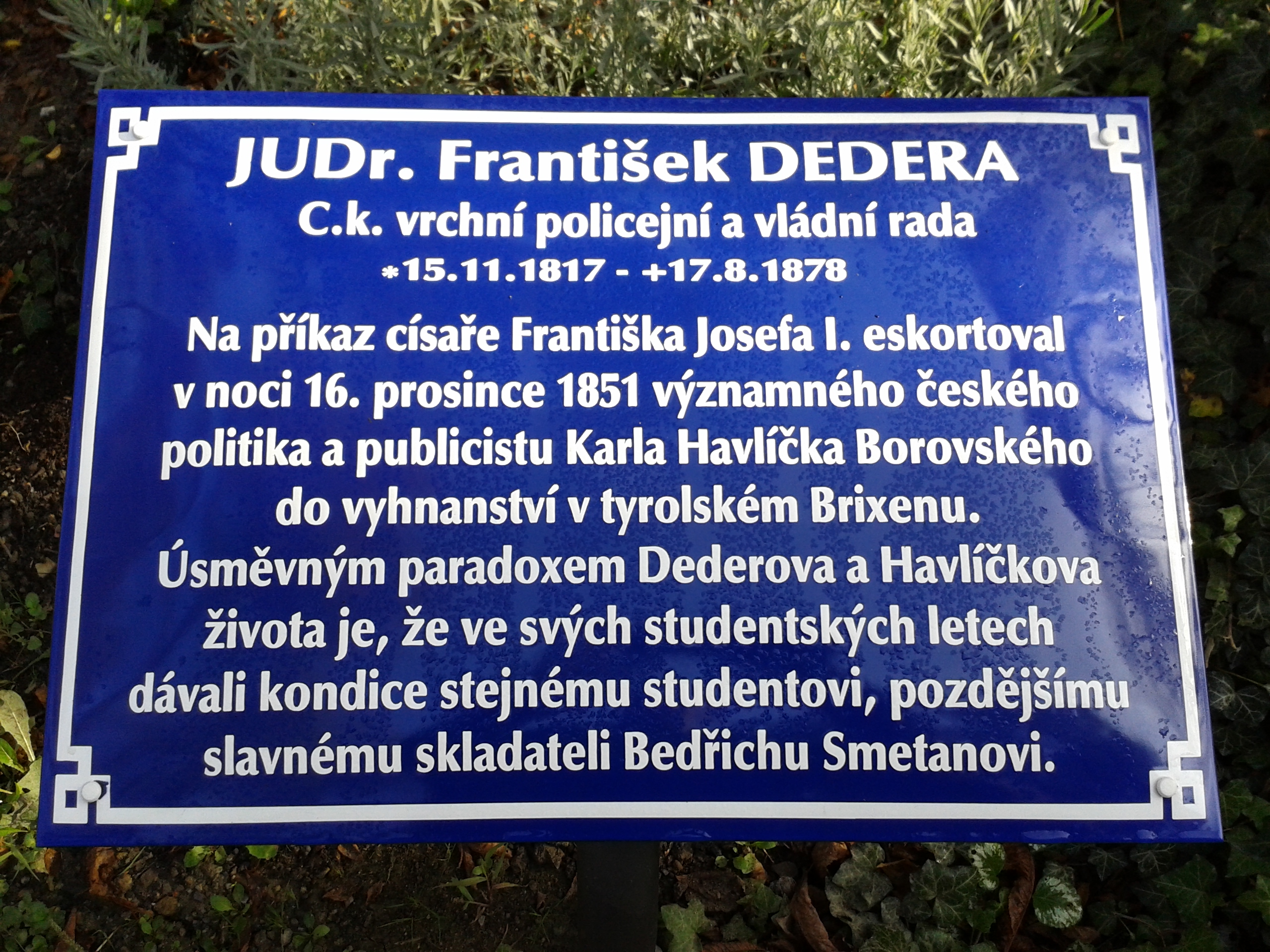
Detail informační tabule

## František Dedera v uměleckém ztvárnění
- Karel Havlíček Borovský zmiňuje komisaře Dederu v Tyrolských elegiích na více místech:
  - při zatýkání v Německém Brodě (dnes Havlíčkův Brod)
  - při přenocování v Českých Budějovicích (Nesmím ale zapomenout Budějovice, tam Dedera koupil mělnického čtyři lahvice.)
  - při jízdě Alpami (darmo křičí Dedera: „Drž koně!“ prázdný je kozlík).
  - po příjezdu do Brixenu (Přijeli jsme do Brixenu bez vší turbací, krajská vláda dala Dederovi na mne kvitancí.)
- Již v den úmrtí napsal Jan Neruda (pod šifrou trojúhelníku) o Františku Dederovi fejeton; v něm popisuje kriticky, ale i s vlídným ironickým nadhledem, jeho činnost cenzora a osobní vlastnosti.[3][p 4]
- V roce 1900 vzpomínal Ignát Herrmann (šifra "ypsilon") na jednání o provozování hry Julius Cesar, s jejíž částí cenzor nesouhlasil. Dedera zde byl popisován jako poněkud nerozhodný muž, který se považuje za vlastence a kterého nakonec čeští divadelníci ošálili.[16]
- Ve filmu Karel Havlíček Borovský z roku 1931 hrál Dederu Jaroslav Marvan.[17]
- Karel Michal v apokryfu Elegie (časopis Plamen, 1960; později v exilové knize Rodný kraj, 1977) představuje Dederu jako hodného pána
- Roli Františka Dedery též ztvárnil Jiří Pleskot ve snímku o Jakubu Arbesovi Romaneto z roku 1980[18]

## Zajímavost
O tom, že František Dedera byl všeobecně známou osobností svědčí i ironicko-satirické texty v dobovém českém tisku:
- Národní listy uvedly roku 1867 tento inzerát:

Dne 27. srpna 1867 o 6. hodině ráno skonfiskoval p. policejní vrchní komisař Dedera v bytě K. Paiera knížku Pouť Slovanů do Ruska. Knížka tato prodává se v kněhtiskárně dr. Ed. Grégra v Růžové ulici 1416-II. za 50 krejcarů a je též v každém kněhkupectví k dostání.
- Humoristické listy ironizovaly Františka Dederu vícekrát, např. v roce 1868:[20]

Pan Dedera (v Široké ulici uprostřed zástupu): "Ve jmenu zákona vyzývám Vás, abyste se rozešli!"- Lid nic. - Pan Dedera (ze všech sil): "Vyzývám Vás poprvé!" - Nikdo ani hni. - Pan Dedera: "Vyzývám Vás po druhé!" - Lid pořád jako hluchý. - Pan Dedera: " Ve jménu zákona: po třetí!" - Hlas z lidu: "Cák je tu ňáká licitace?"